# Liepmann Fraenckel
Liepmann Fraenckel (også Fränckel, Frænkel) (26. august 1775 i Parchim, Mecklenburg – 26. marts 1857 i København) var en tysk portrætmaler virksom i Danmark.
Fraenckel var født af jødiske forældre, bissekræmmer Moses Isaac og Gelche Zadoc, og blev af faren sat til handelen, men da han i 1792 kom til København for at uddannes videre som handelsmand hos en onkel, fik han endelig lov til at blive kunstner. Han besøgte Kunstakademiet, lærte signetstikning og blev Johannes Ludvig Camradts elev i portrætmaling, navnlig i pastel- og miniaturmaleri, som var meget yndet den gang. Især fik han bestillinger fra Sverige og tilbragte 10 år i Sydsverige med at male miniaturportrætter. Også i Danmark gjorde hans billeder lykke, og han var hofminiaturmaler så vel hos Frederik VI som hos Christian VIII. Efter at miniaturmaleriet var gået mere og mere af mode og begyndte at blive udkonkurreret af daguerreotypiet, oprettede han 1826 en tapetfabrik, som endnu fandtes ved midten af 1900-tallet. Han vedblev dog at male portrætter lige til sin høje alderdom og udstillede 1818-35, sidste gang som tapetfabrikant. 1841 blev han kgl. hoftapetfabrikør.
Han var gift med Mariane født Rosbach (1783-1868). Han er begravet på Mosaisk Nordre Begravelsesplads.
- Liepmann Fraenckel på Kunstindeks Danmark/Weilbachs Kunstnerleksikon